# Xenophanes (kráter)

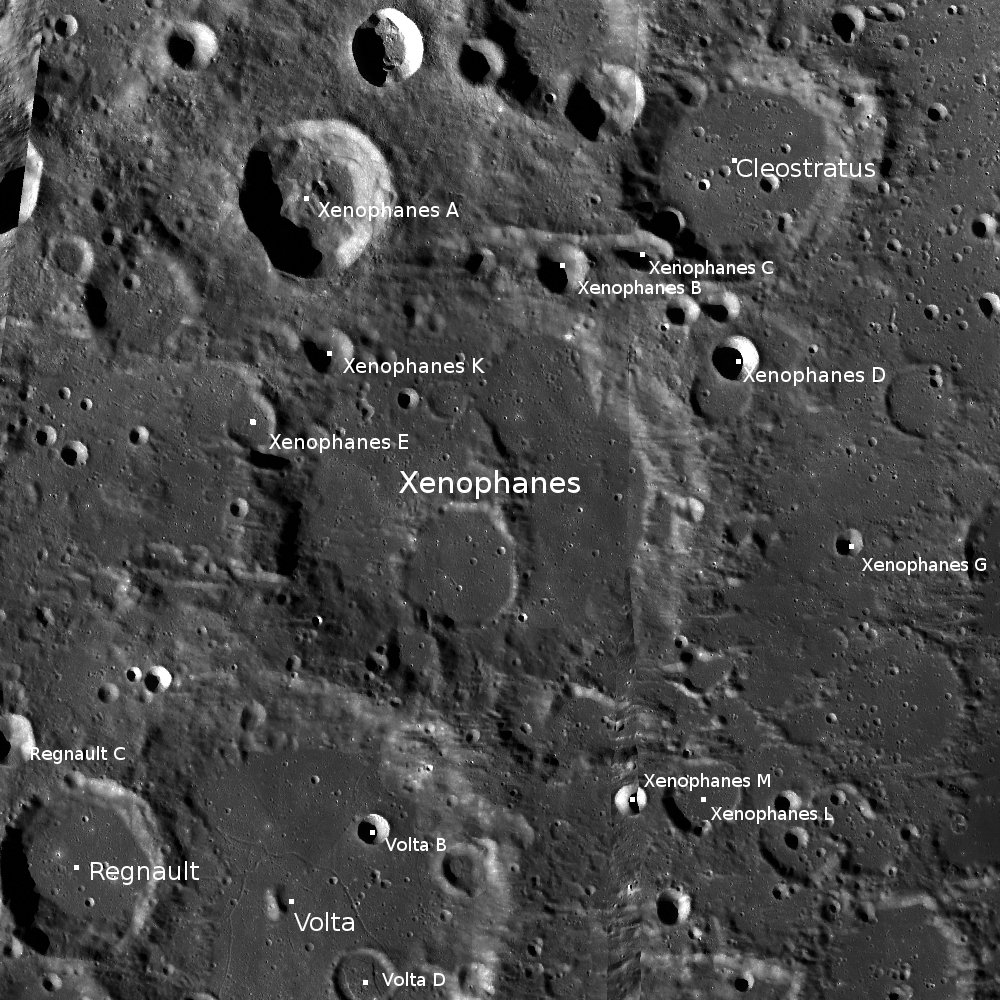
Okolí kráteru Xenophanes.

Xenophanes je měsíční impaktní kráter nacházející se u severozápadního okraje Měsíce na přivrácené straně. Má průměr 120 km a je hluboký 3,2 km, pojmenován byl podle starořeckého filosofa Xenofana z Kolofonu.
Severovýchodně leží kráter Cleostratus, jiho-jihozápadně kráter Volta, jehož západní část narušuje dvojice menších kráterů Regnault a Stokes.

## Satelitní krátery
V okolí kráteru se nachází několik dalších kráterů. Ty byly označeny podle zavedených zvyklostí jménem hlavního kráteru a velkým písmenem abecedy.
| Xenophanes | Sel. šířka | Sel. délka | Průměr |
| ---------- | ---------- | ---------- | ------ |
| A          | 60.1° S    | 84.8° Z    | 42 km  |
| B          | 59.4° S    | 80.5° Z    | 15 km  |
| C          | 59.6° S    | 78.7° Z    | 8 km   |
| D          | 58.6° S    | 77.4° Z    | 12 km  |
| E          | 58.1° S    | 85.8° Z    | 12 km  |
| F          | 56.7° S    | 73.2° Z    | 24 km  |
| G          | 56.9° S    | 75.7° Z    | 7 km   |
| K          | 58.7° S    | 84.5° Z    | 13 km  |
| L          | 54.8° S    | 78.6° Z    | 21 km  |
| M          | 54.8° S    | 79.6° Z    | 9 km   |